# Radohînți, Mostîska
Radohînți (în ucraineană Радохинці) este un sat în comuna Husakiv din raionul Mostîska, regiunea Liov, Ucraina.

## Demografie
Componența lingvistică a localității Radohînți
     Ucraineană (95,17%)
Conform recensământului din 2001, majoritatea populației localității Radohînți era vorbitoare de ucraineană (95,17%), existând în minoritate și vorbitori de polonă (4,83%).